# Bender Mountains
Bender Mountains är ett berg i Antarktis. Det ligger i Västantarktis. Inget land gör anspråk på området. Toppen på Bender Mountains är 860 meter över havet.
Terrängen runt Bender Mountains är kuperad åt nordväst, men åt sydost är den platt. Terrängen runt Bender Mountains sluttar norrut. Trakten är obefolkad. Det finns inga samhällen i närheten.